# Te Deum (Verdi)
O Te Deum é uma das Quatro Peças Sacras composta por Giuseppe Verdi. Verdi considerou-a a melhor da coleção e uma de suas obras mais significativas.
O Te Deum, que encerra o ciclo das Quatro Peças Sacras, é para coro duplo (soprano, alto, tenor e baixo), com um pequeno episódio para soprano solo, e grande orquestra composta por 3 flautas, 2 oboés, Trompa inglesa, 2 clarinetes, clarinete baixo, 4 fagotes, 4 trompas, 3 trompetes, 4 trombones, percussão (tímpanos, bombo) e cordas. O trabalho é baseado em um único cantus firmus. A peça tem cerca de 15 minutos de duração, embora o próprio Verdi tenha sugerido uma duração de cerca de 12 minutos.
Te Deum é um título abreviado comumente dado tanto ao texto original em latim quanto às traduções de um hino em prosa rítmica, do qual as palavras iniciais, Te Deum Laudamus, formaram seu título mais antigo conhecido (ou seja, na Regra de São Cesário para monges, escrita provavelmente quando ele era Abade de Lérins, antes de 502 d.C.. Este título mais longo é usado nas "Regras para as Virgens" compostas por São Cesário enquanto arcebispo de Arles, e por seu segundo sucessor na mesma Sé, Santo Aureliano, também na Regra de São Bento; e geralmente na literatura anterior. O hino também é às vezes chamado de "Hymnus Ambrosianus", o "Hino Ambrosiano"; e no Breviário Romano ainda se intitula, no final das Matinas para domingo, "Hymnus SS. O título foi alterado para "Hymnus Ambrosianus" no "Saltério" do novo Breviário Romano de Pio X. Este Saltério foi impresso (1912), mas tornou-se obrigatório apenas a partir de I de janeiro de 1913.